# Мастеркова, Лидия Алексеевна
Ли́дия Алексе́евна Мастерко́ва (8 марта 1927, Лонгви — 12 мая 2008[…], Мон-Сен-Мартен) — русская художница-нонконформистка из «лианозовского круга».

## Биография
Родилась 8 марта 1927 года в Москве. В 1940—1941 годах училась в Московской средней художественной школе, в 1943—1946 годах — в Московской детской художественной школе, в 1946—1950 годах — в Московском художественном институте имени В. И. Сурикова. Под влиянием картин молодых художников из Европы и США, показанных на художественной выставке в рамках Всемирного фестиваля молодёжи и студентов в Москве в 1957 году, решила заняться поисками своего собственного стиля. Стала одним из первых московских «андеграундных» художников, систематически работавших в жанре чистой абстракции, сочетающей экспрессивную спонтанность, геометрию и цвет.
В 1960 году в квартире искусствоведа Ильи Цырлина прошла её единственная прижизненная выставка в Москве.
Вместе со своими партнёрами Владимиром Немухиным и Оскаром Рабиным входила в Лианозовский кружок, находившийся в самом центре нонконформистского движения и отвергавший диктат социалистического реализма. В начале 1970-х годов начала создавать коллажи из кружева и тканей.
Её работы выставлялись в США, Франции, Италии и Германии в экспозициях, посвященных неофициальным советским художникам.
В 1974 году вместе с мужем участвовала в выставке под открытым небом в Беляево, которая была разгромлена властями и получила название «Бульдозерная выставка».
В 1975 году эмигрировала во Францию. В 1977 году галерея Дины Верни организовала её выставку «Прощание с Россией». Её картины французского периода существенно отличаются от ранних московских работ своей монохромностью.
С 10 февраля по 17 апреля 1983 года в Нью-Йорке в Центре современного русского искусства в Америке состоялась выставка Мастерковой под кураторством её племянницы, Маргариты Мастерковой-Тупицыной.
В 2006 году ретроспектива её картин прошла в Третьяковской галерее.
Умерла 12 мая 2008 года на 82-м году жизни. Похоронена на кладбище в Сен-Лоран-сюр-Отен в Лотарингии.

## Выставки
1960 Персональная выставка в квартире искусствоведа Ильи Цырлина
1967 Выставка неофициального искусства в клубе «Дружба», Москва
1970 Выставка «на открытом воздухе» во дворе особняка Эдмунда Стивенса на ул. Рылеева, 11, Москва
1974 «Бульдозерная выставка», Москва
1974 2-й осенний просмотр картин «на открытом воздухе» в лесопарке «Измайлово», Москва
1975 Выставка в павильоне «Пчеловодство» ВДНХ, Москва
1975 Nonkonformistische Russische Maler, Фрайбург
1975 Nonkonformistische Russische Maler, Берлин
1976 Открытие «Музея современного русского искусства в изгнании», Монжерон
1976 Russischer Februar 1976, Вена
1976 L’art russe contemporaine, Париж
1977 Unofficial Art from the Soviet Union, Лондон
1977 Exhibition in Favor of the Children of the Soviet Political Prisoners, Лондон
1977 New Art from the Soviet Union: The Known and Unknown, Вашингтон
1978 Rassegna sul dissenso culturale nell' Est europio, Беллинцона
1979 Zwanzig Jahre unabhangige Kunst in der Sowjetunion/20 лет неофициального искусства из Советского Союза, Бохум
1979 Москва — Париж, Париж
1979 Биеннале неофициального русского искусства, Монжерон
1980 Unofficial Art, Джерси Сити, Нью-Джерси
1981 Новые тенденции в неофициальном русском искусстве 1970—1980, Джерси Сити, Нью-Джерси
1981 Nouvelles tendencies de l’Art Russe Non Officiel 1970—1980, Эланкур
1981 25 лет советского неофициального искусства, 1956—1981, Нью-Джерси
1982 Le groupe de Lianozovo, Монжерон
1982 Лианозовская группа, Джерси Сити, Нью-Джерси
1982 Русское абстрактное искусство и поп-арт, Джерси Сити, Нью-Джерси
1982 25 лет советского неофициального искусства, 1956—1981, Монжерон
1984 Спустя десять лет, Монжерон
1985 Современная русская графика, Джерси Сити, Нью-Джерси
1986 Московская абстракция
1987 Ретроспекция творчества московских художников. 1957—1987. Живопись. Часть 1, Москва
1990 Другое искусство. Москва 1956—1976, Москва
1991 Lianosowo. Gedichte and Bilder aus Moskau, Москва
1993 Zweite Russische Avantgarde. Die Nonkonformisten. 1953—1983. Uas dem Sammlung Bar-Gera, Гамбург
1994 Нет! — и конформисты. Образы советского искусства 50-х до 80-х годов/ No! — and the Conformists, Санкт-Петербург
1994 Катакомбное искусство шестидесятых. Художники и поэты «Лианозовской школы», Москва
1995 From Gulag to Glasnost: Nonconformist Art from the Soviet Union, Нью-Брансуик
1995 Выставка неофициального русского искусства, Москва
1995 Kunst im Verborgenen. Nonkonformisten. Russland 1957—1995. Sammlung des Staatlichen Zarizino-Museums, Moskau, Людвигсхафен
1995 Kunst im Verborgenen. Nonkonformisten. Russland 1957—1995. Sammlung des Staatlichen Zarizino-Museums, Moskau, Кассель
1995 Kunst im Verborgenen. Nonkonformisten. Russland 1957—1995. Sammlung des Staatlichen Zarizino-Museums, Moskau, Альтенбург
1995 Выставка коллекции Александра Глезера, Москва
1996 Эстетика оттепели: новое русское искусство между 1956 и 1962, Москва
1996 Нонконформисты. Второй русский авангард 1955—1988. Собрание Бар-Гера, Санкт-Петербург
1996 Нонконформисты. Второй русский авангард 1955—1988. Собрание Бар-Гера, Москва
1997 Русское искусство в 15-ти судьбах. 1956—1991, Будапешт
1997 Nonkonformisten. Die zweite russische Avantgarde 1955—1988. Sammlung Bar-Gera, Леверкузен
1998 Лианозовская группа: истоки и судьбы, Москва
1999 Музей современного искусства. Русское искусство конца 1950-х, начала 1980-х годов. От абстракции до концептуализма, Москва
2000 L’Arte Vietata in U.R.S.S. 1955—1988. Non-conformisti dalla Collezione Bar-Gera, Верона
2000 Die zweite russische Avantgarde. Nonkonformisten 1955—1988, Bilder und Fotodokumente aus der Sammlung Bar-Gera, Виттен
2002 АРТ МАНЕЖ 2002. Московская международная художественная ярмарка, Москва
2003 Московская абстракция. Вторая половина XX века, Москва
2003 Георгий Костаки и его время, Москва
2003 Вечер, посвящённый годовщине «Бульдозерной выставки», Москва
2005 Коллаж в России. XX век, Санкт-Петербург
2007 Движение. Эволюция. Искусство, Москва
2007 Второй Авангард, Москва 1950—1970, Париж
2007 Нонконформисты на Красной Площади. Живопись и графика 1950—2000-х годов из частных собраний, Москва
2009 Традиция нонконформизма. Живопись, графика, скульптура, фарфор из собрания Иосифа Бадалова, Москва
2009 Анатолий Брусиловский. Пантеон русского андеграунда, Москва
2015 Владимир Немухин. Грани формализма / Лидия Мастеркова. Лирическая абстракция, Москва
2018 Парк Горького: Фабрика счастливых людей, Москва
2018 Ткань процветания, Москва
2018 Своя история, Краснодар
2019 Свободный полёт, Москва
2019 Два авангарда!? Рифмы, Иваново
2019 Абстракция в авангарде!, Санкт-Петербург
- Список выставок дан по базе данных Сеть архивов российского искусства

## Работы Л. Мастерковой находятся в коллекциях
- Государственная Третьяковская галерея, Москва;
- Музей «Другое искусство», Москва.
- Музей актуального искусства ART4.RU, Москва;
- Музей современного искусства (США);
- Коллекция Нортона и Нэнси Додж, Музей Зиммерли при университете Ратгерс штата Нью Джерси (Нью Бранзуик, Нью Джерси, США) [21]
- коллекция Дины Верни;
- Собрание Бар-Гера, Кёльн, Германия.